# Бёттхер Собриньо, Жермано
Жермано Бёттхер Собриньо (порт.-браз. Germano Boettcher Sobrinho; 14 марта 1911, Рио-де-Жанейро — 9 июня 1977, Рио-де-Жанейро) — бразильский футболист, вратарь. Выступал за сборную Бразилии, проведя 1 товарищеский матч. Участник чемпионата мира 1934 года. Как и многие в те годы, он играл очень мало и только за один клуб — «Ботафого» с 1928 года по 1935 год, проведя 53 матча, в которых пропустил 108 голов. Дебютировал в составе команды 3 марта 1929 года во встрече с «Сан-Кристованом» (12:4), а последний матч сыграл 26 августа 1934 с «Оларией» (2:0). В 1935 году играл за «Фламенго», проведя 28 матчей и пропустив 41 мяч
Он отправился на чемпионат мира в Италию, вместе с 8-ю другими игроками «Ботафого», но как и в клубе, все игры оставался в запасе, потому что первый номер принадлежал одноклубнику Педрозе.

## Международная статистика
| Матчи Жермано за сборную Бразилии | Матчи Жермано за сборную Бразилии | Матчи Жермано за сборную Бразилии | Матчи Жермано за сборную Бразилии | Матчи Жермано за сборную Бразилии | Матчи Жермано за сборную Бразилии | Матчи Жермано за сборную Бразилии |
| --------------------------------- | --------------------------------- | --------------------------------- | --------------------------------- | --------------------------------- | --------------------------------- | --------------------------------- |
| №                                 | Дата                              | Место проведения                  | Оппонент                          | Счёт                              | Голы                              | Турнир                            |
| 1                                 | 12 июля 1934                      | Лиссабон                          | Сборная Бенфики и Белененсеша     | 4:2                               | −2                                | Товарищеский матч                 |

## Достижения
- Чемпион Федерального округа (1891—1960) (5): 1930, 1932, 1933, 1934
- Победитель турнира Начала чемпионата Рио-де-Жанейро: 1934